# Lal Ded
Lalleshvari o Lal Ded (Cachemira, 1320-1392) fue una poetisa vatsún y mística hinduista cachemirí del siglo XIV. Sus versos se consideran los primeros en idioma cachemir.

## Biografía
Casada a los 12 años, abandonó a su familia política porque su suegra la maltrataba y su marido no tenía relación conyugal con ella. Devota de Shiva, se hizo sadhu.